# Karl XII/senare delen

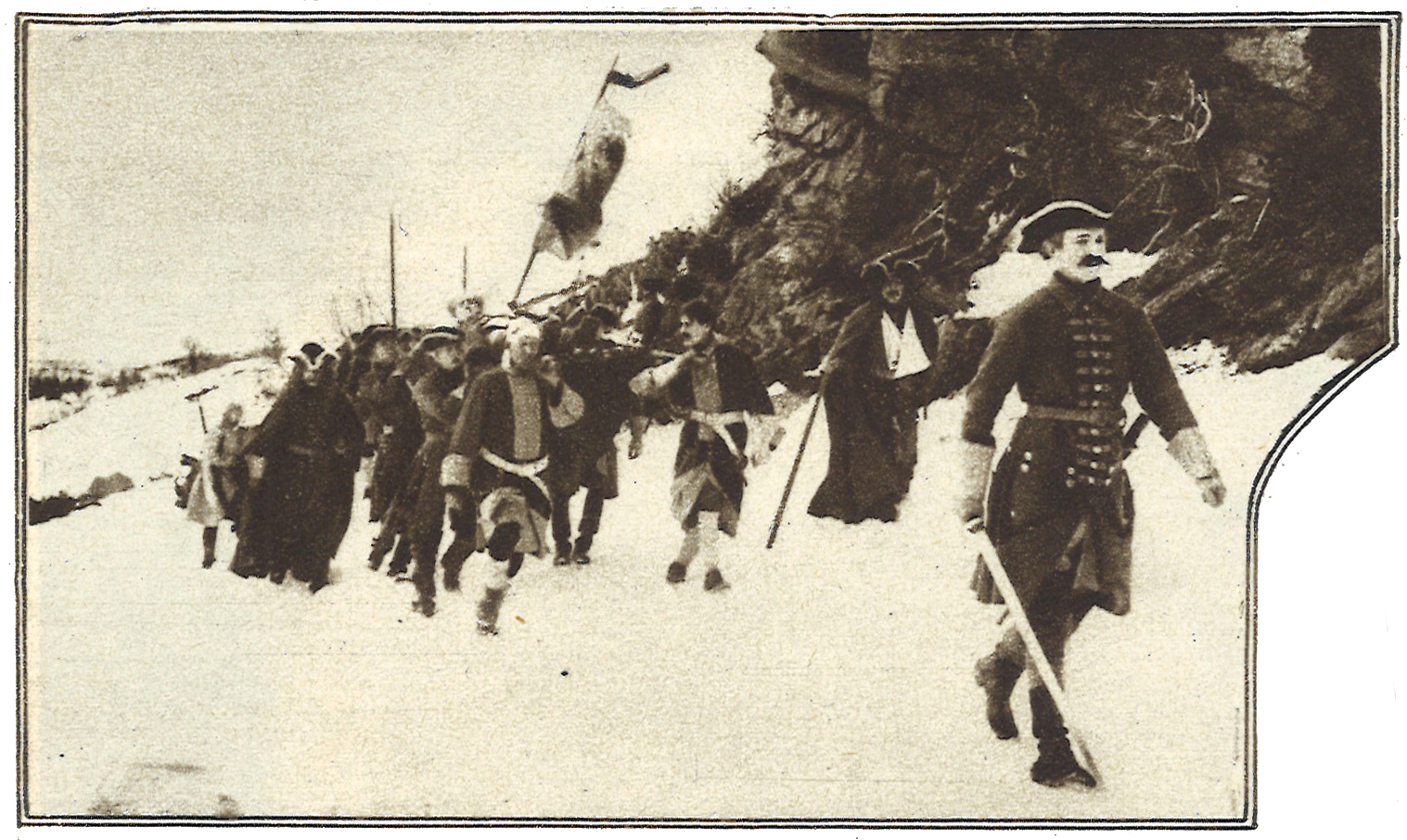
Scen ur filmen baserad på Gustaf Cederströms målning Karl XII:s likfärd.

Karl XII/senare delen är den andra delen av en svensk monumentalfilm om Karl XII från 1925 i regi av John W. Brunius. För första delen se Karl XII.

## Handling
Lasse är soldat i den svenska armén. Vintern är svår och han är nära att dö, men räddas av sin kung. Efter slaget vid Poltava håller Lasse på att förblöda men räddas åter till livet. 
Armén beger sig hem och hamnar så småningom vid Fredrikssten där kungen och Lasse beger sig ut på en ridtur när en explosion inträffar och Lasse såras. Utan att tänka på faran riskerar kungen sitt eget liv för att rädda Lasse. Efter detta börjar kungen uppträda mer oförsiktigt, och en dag träffas han av en kula och avlider.

## Om filmen
Filmen premiärvisades 16 november 1925. Inspelningen av filmen skedde med ateljéfilmning i Filmstaden Råsunda med exteriörer från bland annat Åreskutan, Uppsalaslätten, Fredrikshald och Konstantinopel av Hugo Edlund.
Som statister deltog bland annat manskap ur Jämtlands fältjägarregemente, Norrlands artilleriregemente, Upplands regemente, Skånska husarregementet, samt ur den norska garnisonen i Fredrikshald.
En förkortad och koncentrerad version av Karl XII och Karl XII/senare delen med synkroniserad musik och ljudeffekter iordningställdes och premiärvisades på Garbio och Lyran i Stockholm den 27 november 1933.

## Rollista i urval
- Gösta Ekman – Karl XII
- Nicolai de Seversky – tsar Peter I av Ryssland
- Bengt Djurberg – Sven Björnberg
- Mona Mårtenson – Anna Björnberg, hans hustru
- Augusta Lindberg – majorskan Kerstin Ulfclou på Berga
- Harry Roeck-Hansen – Erik Ulfclou, bonde
- Palle Brunius – Lasse Ulfclou
- Tyra Dörum – Kajsa, piga
- Nika de Seversky – Aysha
- Mignon Georgian – Abisag, Ayshas syster, sultanens favoritgemål
- Rudolf Wendbladh – sultanen
- Josef Fischer – storvesiren
- Sten Lindgren – Alexej, den ryske tronföljaren
- Birger Lyne – Sachar, tsarens tjänare
- Paul Lane – Stanislaw Poniatowski, polack
- Thor Christiernsson – Hultman, kungens kammartjänare
- Thor Modeen – baron von Görtz
- Sven Bergvall – Ivan Mazepa, kosackernas hetman
- Gustav Runsten – Christopher Polhem
- Gabriel Alw – Emanuel Swedenborg
- Georg Funkquist – överstelöjtnant Düring
- Märta Ekström – Katarina, tsarens gemål
- Artur Cederborgh – överste Grothusen